# Rittergut Döllnitz

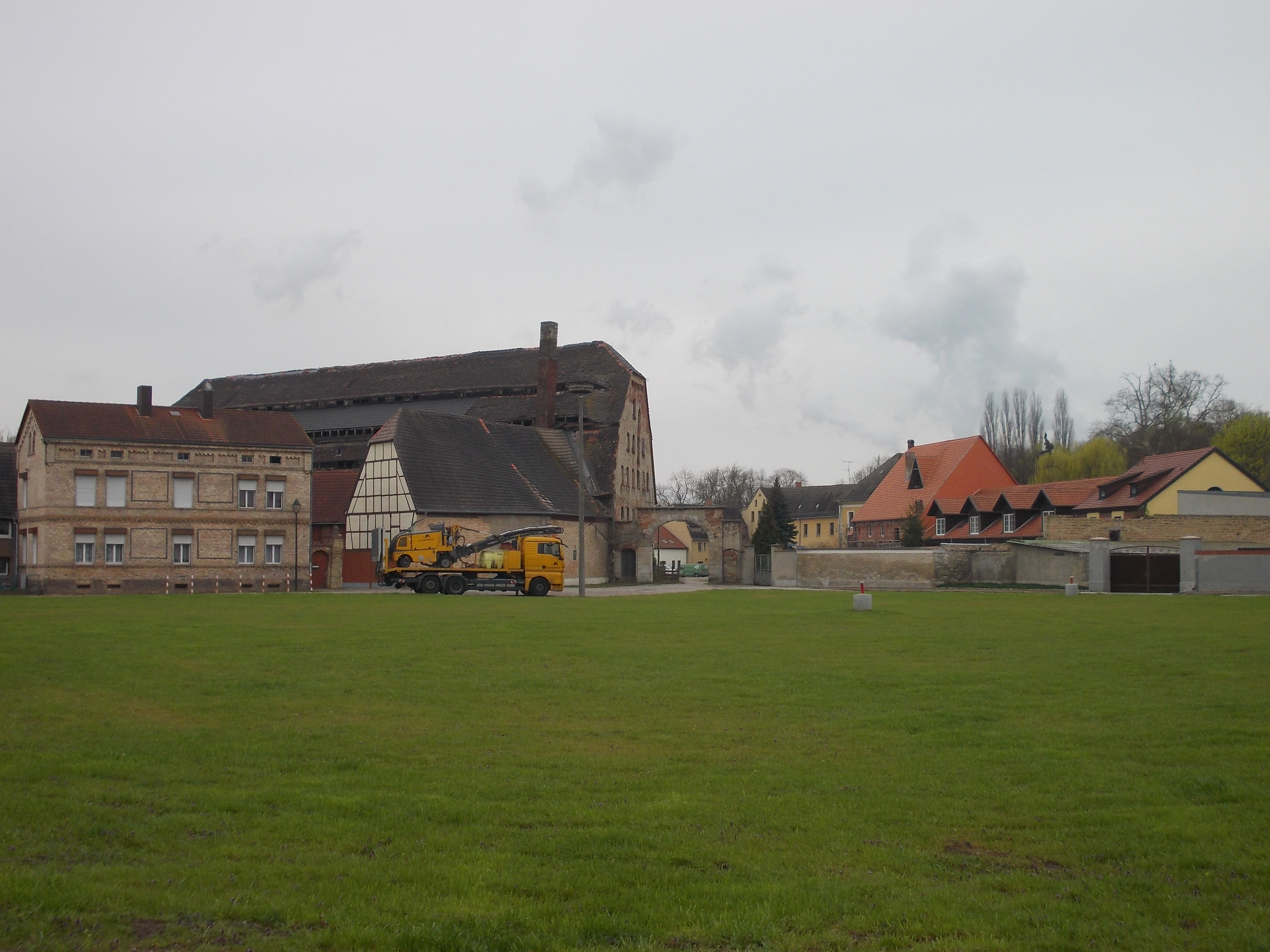
Speicher und Einfahrt des Ritterguts, 2014

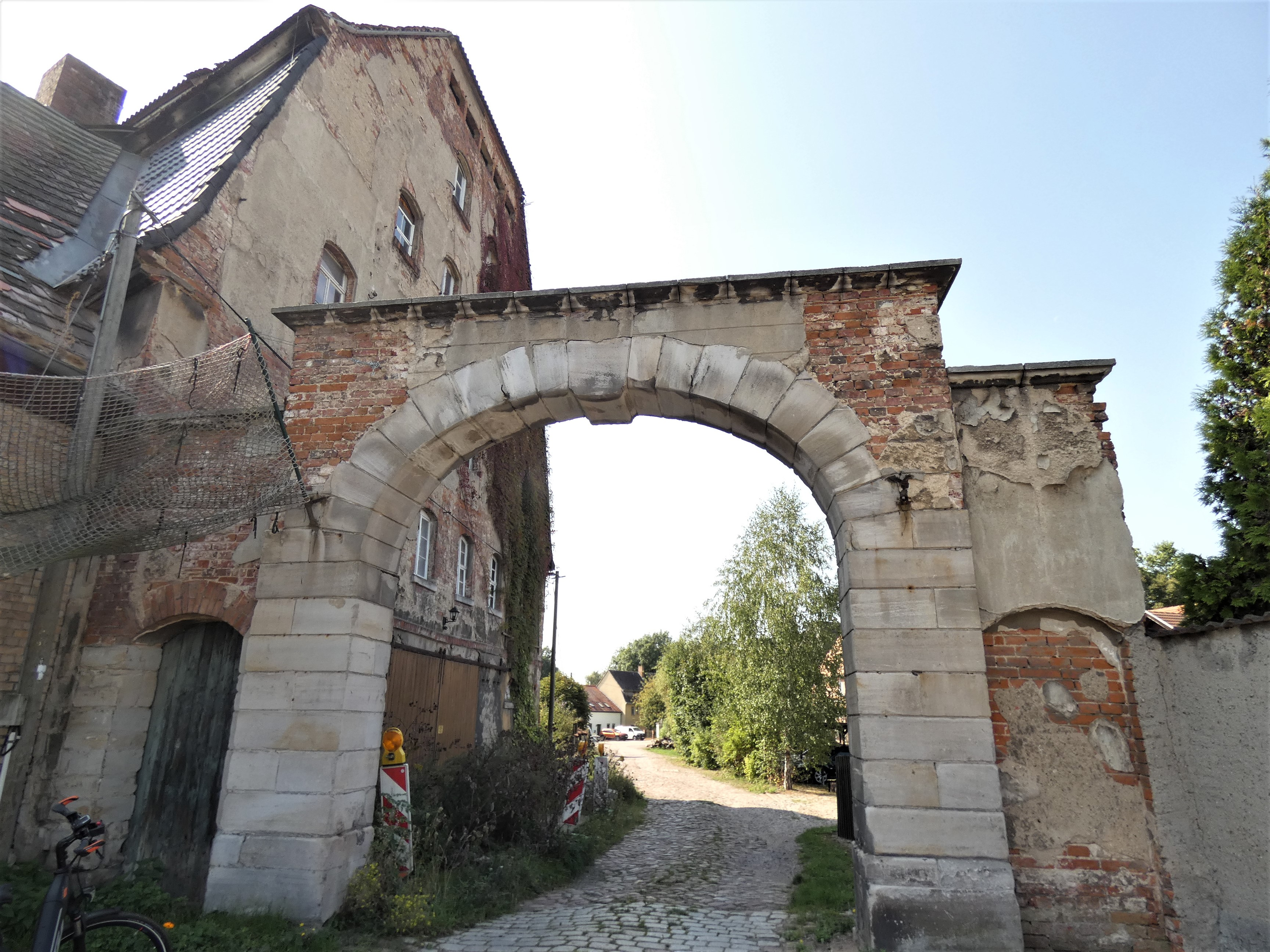
Einfahrt zum Rittergut, 2020

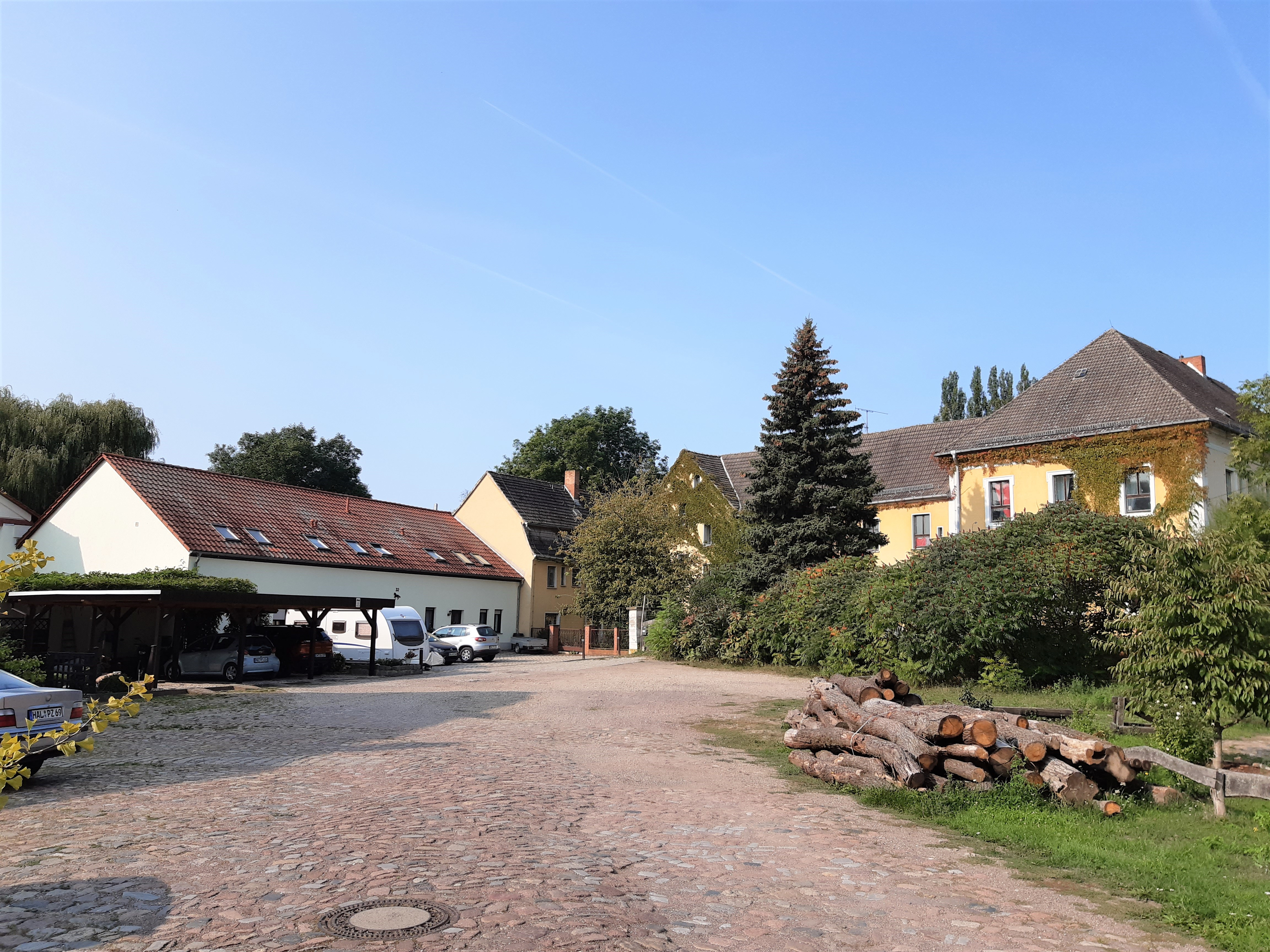
Innenhof des Ritterguts, rechts im Hintergrund das Herrenhaus, 2020

Das Rittergut Döllnitz ist eine ab 1566 erbaute denkmalgeschützte Gutsanlage in Döllnitz in der Gemeinde Schkopau, etwa zwei Kilometer südöstlich der Stadt Halle (Saale) in Sachsen-Anhalt. Im örtlichen Denkmalverzeichnis ist das Rittergut unter der Erfassungsnummer 094 55069 als Baudenkmal aufgeführt.

## Lage
Die Gutsanlage liegt am nordöstlichen Rand der Saale-Elster-Aue im Naturschutzgebiet Saale-Elster-Aue bei Halle unmittelbar am Ufer der Weißen Elster im westlichen Teil von Döllnitz.

## Architektur
Das Rittergut Döllnitz besteht auf einem dreieckigen Gelände aus mehreren Wirtschaftsgebäuden wie Ställen, Scheunen, Speicher und ehemaligen Gesindehäusern sowie einem freistehenden, zurückgesetzten zweigeschossigen Herrenhaus. Das Herrenhaus mit einem Walmdach ohne Aufbauten, mit schlichter Putzfassade und durch Lisenen betonten Ecken und durch Faschen betonten Fenstern besitzt vier Flügel und umschließt einen Innenhof. Es wurde im 16. Jahrhundert im Stil der Renaissance erbaut und erhielt später barocke Erweiterungen. Das Herrenhaus, an das sich ein Landschaftspark anschließt, wurde saniert und befindet sich in einem guten Zustand, ein Teil der Wirtschaftsgebäude ist als Wohngebäude umgenutzt, ein anderer Teil teilweise bereits abgerissen oder verfallen. Im Erdgeschoss des Herrenhauses befindet sich eine geräumige Eingangshalle, an die sich ein großer Saal sowie vier Salons viereckig angeordnet anschließen.

## Geschichte
Das Rittergut wurde vom Thüringer Hochadel derer von Schwarzburg errichtet und befand sich zur damaligen Zeit, wie auch das Dorf Döllnitz, in deren Besitz. Es galt beispielsweise 1797 als Senioratslehen derer von Schwarzburg, wobei die Hoheit über den Ort Döllnitz sowie das Rittergut zu diesem Zeitpunkt zwischen dem Erzstift Magdeburg und dem Hochstift Merseburg geteilt war. Es war im Laufe der Jahrhunderte unter anderem Sitz derer von Schwarzburg, von Einsiedel sowie Krug von Nidda. Bis Mitte des 18. Jahrhunderts entwickelte sich das Rittergut zu einem der bedeutendsten Güter im Saalkreis.
Im Jahr 1812 erwarb der hallesche Kaufmann Johann Gottlieb Goedecke das Rittergut und die Braurechte der seit mindestens 1665 auf dem Rittergut existierenden Brauerei und richtete unter anderem eine Mälzerei sowie eine modernere Brauerei ein. Eine direkt an der Weißen Elster, oberhalb des Ritterguts, gelegene und 1644 erbaute mittelalterliche Wassermühle diente der Mälzerei als Schrotmühle. In der Brauerei wurde ab 1824 durch den Goslarer Brauknecht Johann Philipp Ledermann (1793–1852) Gose gebraut, die bis nach Leipzig und Halle vertrieben wurde. Der aus Goslar zugereiste Brauknecht Ledermann braute Bier, das nach dem Flüsschen Gose bei Goslar benannt wurde und Döllnitz als Gosen-Dorf zu neuer Berühmtheit brachte. Nachdem die Brauerei 1945 im Zuge der deutschen Reparationszahlungen von der Sowjetischen Militäradministration enteignet und demontiert worden war, endete die Ära des Gosen-Dorfs und der Brauerei auf dem Rittergut. Nach der Enteignung wurde im Herrenhaus unter anderem ein Landschulheim sowie ein Kinderheim eingerichtet. Die denkmalgeschützte Wassermühle ist seit 1989 nicht mehr in Betrieb und erlitt größere Beschädigungen bei den schweren Hochwassern im Saalekreis und Halle 2011 und 2013. Im Jahr 2023 ist sie bis auf die Grundmauern verfallen.
Seit 1989 hat die Familie Goedecke Teile des ehemaligen Rittergutes gepachtet und betreibt dort biologische Landwirtschaft mit Ackerbau und Weidewirtschaft. Ein Nachfahre von Johann Gottlieb Goedecke, Adolf Goedecke, begann mit einem Leipziger Brauer erste Brauversuche nach der alten Gose-Rezeptur. Ab dem Jahr 2001 begannen sie mit dem Vertrieb der Döllnitzer Rittergutsgose im Raum Halle/Leipzig, zunächst in Fässern und seit 2002 auch als Flaschenbier. Bis 2020 war im Herrenhaus ein Gastgewerbe für bis zu 150 Gäste eingerichtet. Die Räumlichkeiten waren nicht regelmäßig geöffnet. Sie konnten, wie auch Teile des angrenzenden Parks, für Hochzeiten und Feiern inklusive Catering gemietet werden.